# Лавриньяс
Лавриньяс (порт. Lavrinhas)  —  муниципалитет в Бразилии, входит в штат Сан-Паулу. Составная часть мезорегиона Вали-ду-Параиба-Паулиста. Входит в экономико-статистический  микрорегион Гуаратингета. Население составляет 8018 человек на 2007 год. Занимает площадь 166,860 км². Плотность населения — 41,9 чел./км².

## История
Город основан 27 июня 1888 года.

## Статистика
- Валовой внутренний продукт на 2003 составляет 34.276.016,00 реалов (данные: Бразильский институт географии и статистики).
- Валовой внутренний продукт на душу населения на 2003 составляет 5.239,38 реалов (данные: Бразильский институт географии и статистики).
- Индекс развития человеческого потенциала на 2000 составляет 0,768 (данные: Программа развития ООН).